# Груп ПСА
Груп ПСА (Groupe PSA, по-често – само PSA, от 1991 до 2016 г. – PSA Peugeot Citroën) е френска автомобилостроителна компания, притежаваща марките Пежо, Ситроен, DS, Опел и Воксхол Мотърс. ПСА означава Пежо Сосиете Аноним („Акционерно дружество Peugeot“).
През 1974 г. компанията Пежо СА придобива 38,2 % от акциите на компанията Ситроен; през 1976 г. увеличава дела си (през това време компанията Ситроен е била близко до фалит) до 89,95 %. През 1978 г. придобива Симка; след това е създадена ПСА Груп, която впоследствие е преименувана на ПСА Пежо Ситроен, а през 2016 г. – на Груп ПСА.
През 2017 г. концернът купува от Дженеръл Моторс марките Опел и Воксхол Мотърс. След придобиването PSA става вторият по големина европейски автомобилен производител.

## Дейност
ПСА произвежда автомобили с марките „Пежо“, „Ситроен“ и „Опел“. Тези марки имат независими структури за продажби на пазара; разработката и производство на модели обаче се осъществява в общи подразделения.
През 2016 г. общият обем на продажбите на компанията възлизат на 4 274 769 автомобила, приходите са €54,030 млрд., а чистата печалба – €2,149 млрд.